# Joe Lutcher
Joseph Woodman Lutcher (* 23. Dezember 1919 in Lake Charles, Louisiana; † 29. Oktober 2006 in Los Angeles, Kalifornien) war ein amerikanischer R&B-Sänger, Alt-Saxophonist und Bandleader, der sich Ende der 1950er-Jahre der Gospelmusik zuwandte.

## Leben
Joe Lutcher spielte bereits als Kind in der Familienband mit seinem Vater Isaac, seiner Schwester Nellie und seinem Bruder Isaac Jr. das Saxophon. Joe folgte seiner Schwester 1942 nach Los Angeles, Kalifornien. Während er selbst zwischen 1942 und 1945 seinen Militärdienst bei der US Navy absolvierte, startete Nellie Lutcher eine erfolgreiche Karriere als Sängerin. Zeitweise war Joe der Saxophonist des Trios von Nat King Cole.
1947 wurde Joe als Bandleader der „Society Cats“ von Art Rupe entdeckt, der kurz zuvor das Gospel- und Blues-Label Specialty Records gegründet hatte. Der erste Schallplattenvertrag stand aber bereits nach einer Aufnahmesession wieder zur Disposition, da Joe den vom Labelchef geforderten langsamen Blues nicht mochte. Aus den zwei Specialty-Veröffentlichungen ging mit Rockin’ Boogie immerhin ein R&B-Hit auf Platz 14 der Charts hervor.
Über seine Schwester und den Schlagzeuger Jesse Price kam Lutcher in Kontakt mit Dave Dexter, dem A&R-Manager von Capitol Records, auf deren „Capitol Jazz Series“-Label er bald veröffentlichte. Er arbeitete zudem als Bandleader für Aufnahmen von Nat King Cole, Sammy Davis Jr. und die Mills Brothers. Während seine Schwester bei Capitol zu großem Erfolg kam, wechselte Joe nach nur einem eigenen Charthit Shuffle Boogie auf Platz 10 der R&B-Charts erneut das Label.
Beim 1949 gegründeten Modern Records spielte Joe Lutcher mit seiner eigenen Band, bestehend aus dem Trompeter Karl George, den Saxophonisten Bill Ellis und Leon Beck, dem Pianisten Harold Morrow, dem Schlagzeuger Bill „Booker“ Hart und dem Bassisten und Novelty-Sänger Bill Cooper. Joe brachte dabei den Rhythm&Blues-Stil aus New Orleans in seine Arbeit mit ein und belegte mit Mardi Gras einen 13. Platz im R&B-Sektor, was seine letzte Chartplatzierung bleiben sollte. Der Titel wurde bald von Professor Longhair und Fats Domino zu Mardi Gras in New Orleans adaptiert und zu einer inoffiziellen Hymne des Karnevals von New Orleans.
Auf einer Rückreise von einem Aufenthalt in seiner Geburtsstadt nach Kalifornien kam es zu einer Aufnahme-Session für Peacock Records in Houston, Texas im Jahr 1950. Nach einigen weiteren Versuchen beim amerikanischen Zweig der London Records, bei Masters Music und bei Derby Records gab sich Joe Lutcher vom ausbleibenden Erfolg enttäuscht und wandte sich der Kirche zu. Er wurde Anhänger der Siebenten-Tags-Adventisten und studierte zusammen mit dem damaligen Rock-’n’-Roll-Star Little Richard die Bibel. Lutcher bestärkte 1957 Richard in dessen Entscheidung, das Show-Geschäft zugunsten einer Priesterausbildung zu verlassen.
Joe eröffnete mit Jordan Records einen eigenen Plattenladen für Gospelmusik und ein gleichnamiges Plattenlabel, wo er ein Album und einige Singles mit religiöser Musik herausbrachte.